# Tokari, raionul Sumî, regiunea Sumî
Tokari (în ucraineană Токарі) este localitatea de reședință a comunei Tokari din raionul Sumî, regiunea Sumî, Ucraina.

## Demografie
Componența lingvistică a localității Tokari
     Ucraineană (92,86%)
     Rusă (6,11%)
     Alte limbi (0,59%)
Conform recensământului din 2001, majoritatea populației localității Tokari era vorbitoare de ucraineană (92,86%), existând în minoritate și vorbitori de rusă (6,11%).